# Вальдетруда

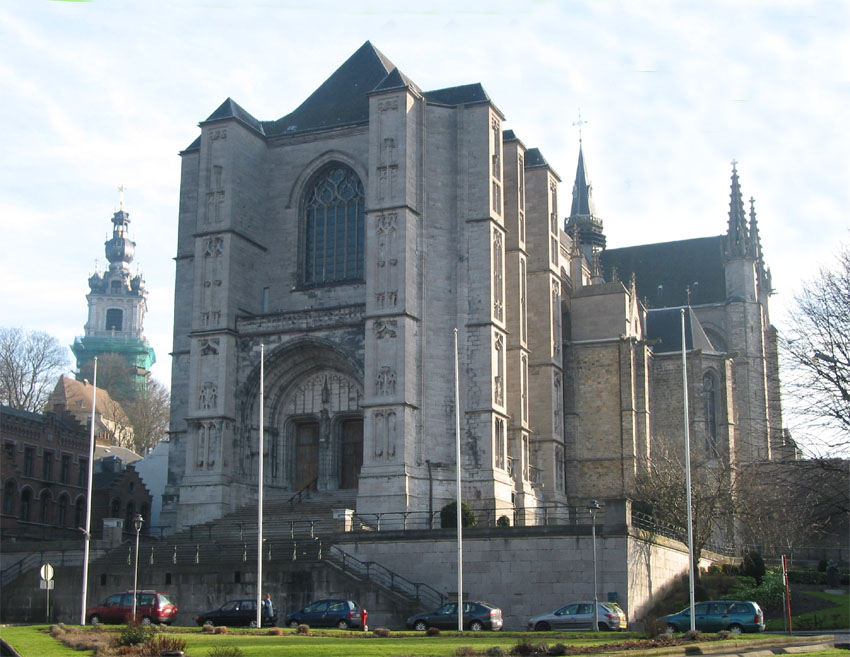
Церковь святой Вальдетруды в городе Монс, Бельгия

 Вальдетру́да (Вальтруда; фр.  Waudru, нидерл. Waldetrudis, Waltrudis; около 612 — 9 апреля 688, Монс) — святая Римско-Католической церкви, аббатиса, сестра святой Адельгунды, является покровительницей города Монс и провинции Эно, Бельгия.

## Агиография
Вальдетруда родилась в семье придворного короля франков Хлотаря II. В замужестве родила четверых детей, которые впоследствии также стали святыми (святая Адельтруда, святая Мадельберта, святой Ландрик, святой Дентелин). После того как её муж ушёл в монастырь, Вальдетруда также приняла монашеские обеты и по совету святого Жислена основала монастырь в городе Монс, в котором она была настоятельницей до своей смерти.

## Прославление
Культ почитания святой Вальдетруды утверждён в 1679 году.
День памяти — 9 апреля.
Каждый год на 57-й день Великого поста в городе Монс проходит карнавал, во время которого совершается католический Крестный ход в честь святой Вальдетруды.